# Церковищенская волость

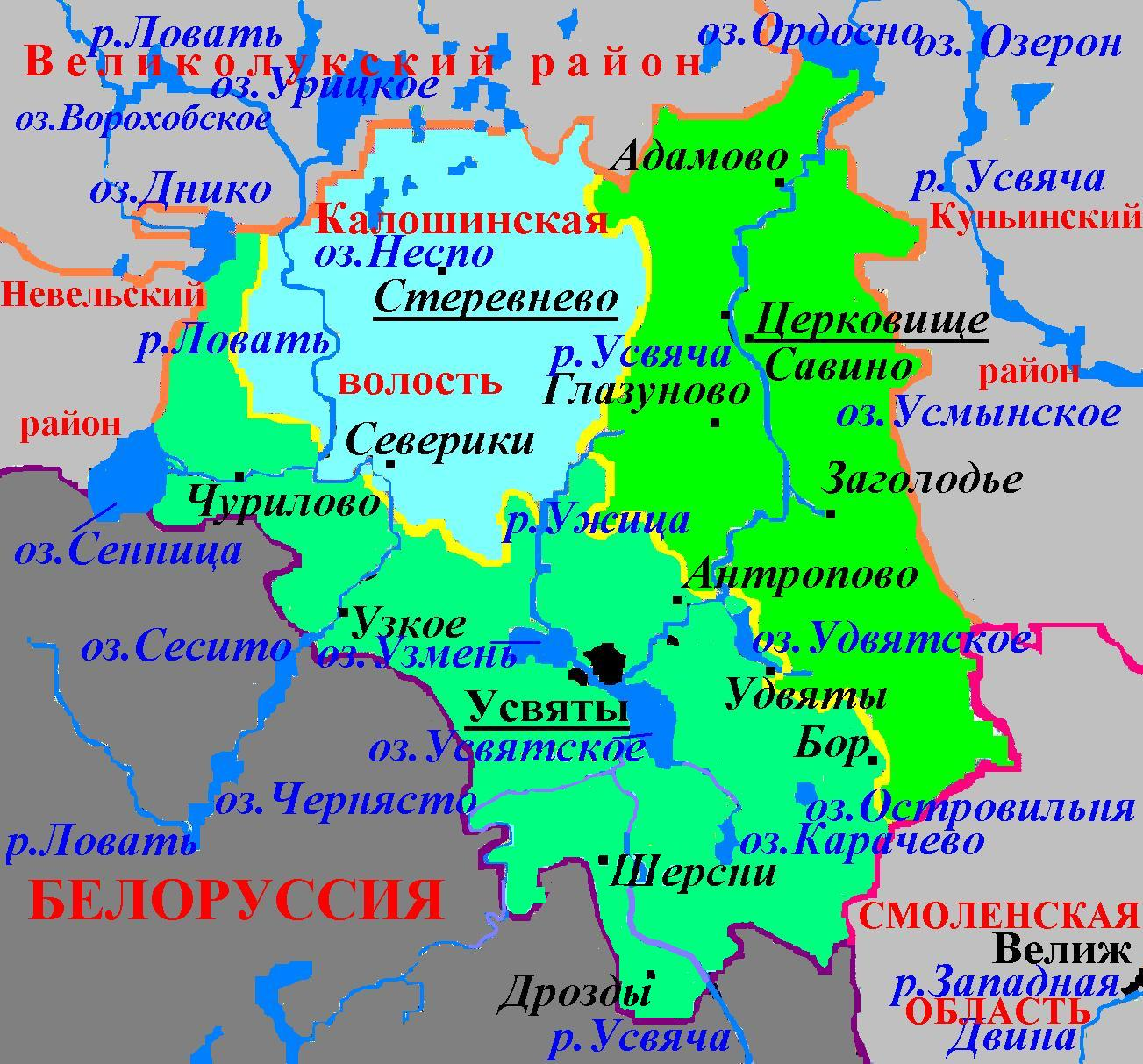
Административное деление Усвятского района в 2010—2015 гг.

Церковищенская волость — административно-территориальная единица 3-го уровня и муниципальное образование со статусом сельского поселения в Усвятском районе Псковской области России.
Административный центр — деревня Церковище.

## География
Территория волости граничит на юге и западе с Усвятской волостью (в том числе с частью упразднённой Калошинской волости) Усвятского района, на севере — с Великолукским районом, на востоке — с Куньинским районом Псковской области, на юго-востоке — со Смоленской областью.

## Население
| 2002 | 2010 | 2012 | 2013 | 2014 | 2015 | 2016 |
| ---- | ---- | ---- | ---- | ---- | ---- | ---- |
| 1069 | ↘954 | ↘938 | ↘919 | ↘900 | ↘883 | ↘865 |
| 2017 | 2018 | 2019 | 2020 | 2021 |      |      |
| ↗881 | ↘871 | ↘866 | ↘834 | ↘781 |      |      |

## Населённые пункты
В состав Церковищенской волости входят 28 деревень:
| №  | Населённый пункт | Тип     | Население |
| -- | ---------------- | ------- | --------- |
| 1  | Адамово          | деревня | ↗162      |
| 2  | Бизюки           | деревня | →0        |
| 3  | Глазуново        | деревня | ↗267      |
| 4  | Горки            | деревня | →0        |
| 5  | Заголодье        | деревня | ↘34       |
| 6  | Иванцево         | деревня | ↘2        |
| 7  | Крутелево        | деревня | ↘0        |
| 8  | Курьяново        | деревня | ↗8        |
| 9  | Ладоги           | деревня | ↘5        |
| 10 | Лобачево         | деревня | ↘4        |
| 11 | Лобынщина        | деревня | ↘24       |
| 12 | Луговино         | деревня | →0        |
| 13 | Новгородцево     | деревня | ↘3        |
| 14 | Пекарево         | деревня | →0        |
| 15 | Перелазы         | деревня | →0        |
| 16 | Помазино         | деревня | ↘0        |
| 17 | Поташня          | деревня | ↘6        |
| 18 | Пустынники       | деревня | ↗2        |
| 19 | Рагозы           | деревня | ↘12       |
| 20 | Рябцево-1        | деревня | ↘1        |
| 21 | Рябцево-2        | деревня | ↗5        |
| 22 | Савино           | деревня | ↘42       |
| 23 | Турное           | деревня | →2        |
| 24 | Тяпкины Нивы     | деревня | →1        |
| 25 | Холмы            | деревня | →0        |
| 26 | Церковище        | деревня | ↘312      |
| 27 | Щепуново         | деревня | ↘40       |
| 28 | Яковлево         | деревня | →22       |

## История
Постановлением Псковского областного Собрания депутатов от 26 января 1995 года все сельсоветы в Псковской области были переименованы в волости, в том числе Церковищенский сельсовет был превращён в Церковищенскую волость.
Законом Псковской области от 28 февраля 2005 года в границах волости было также создано муниципальное образование Церковищенская волость со статусом сельского поселения с 1 января 2006 года в составе муниципального образования Усвятский район со статусом муниципального района.